# Пахомов Ілля Володимирович
Ілля Володимирович Пахомов (1916, міста Жиздра, тепер Калузької області, Російська Федерація — 4 травня 1975, Харків) — український радянський діяч, директор Харківського заводу «Електроважмаш». Депутат Верховної Ради УРСР 6—8-го скликань.

## Біографія
Народився у родині робітника-тесляра. З 1932 року — токар заводу імені Калініна у місті Клинці Західної області РРФСР. Одночасно навчався на вечірньому відділенні робітничого факультету.
У 1935—1940 роках — студент Брянського машинобудівного інституту РРФСР.
У 1940—1945 роках — інженер-технолог, старший інженер-технолог, начальник технічного бюро Харківського заводу транспортного машинобудування, потім оборонного заводу. Разом із заводом перебував у евакуації в східних районах СРСР під час німецько-радянської війни.
Член ВКП(б) з 1942 року.
У 1945—1948 роках — 1-й заступник секретаря партійного комітету оборонного заводу РРФСР.
У 1948—1956 роках — начальник корпусу (відділу) Харківського заводу транспортного машинобудування імені Малишева.
У 1956—1974 роках — директор Харківського заводу «Електроважмаш» імені Леніна.
У 1974 — травні 1975 р. — заступник директора Науково-дослідного інституту при Харківському заводі «Електроважмаш» імені Леніна.

## Нагороди
- орден Леніна
- орден Трудового Червоного Прапора
- орден «Знак Пошани»
- орден Червоної Зірки
- медалі